# Бранденстайн, Дэниел Чарлз
Дэниел Чарлз Бранденстайн (англ. Daniel Charles Brandenstein; 17 января 1943, Уотертаун, Висконсин, США) — астронавт НАСА, капитан ВМС США (на 1992 год). Участник четырёх полётов на «Спейс шаттл» — STS-8, STS-51-G, STS-32, STS-49, провёл в космосе 32 дня 21 час 9 минут 19 секунд. Является одним из трёх астронавтов, кому довелось пилотировать четыре разных корабля из серии «Спейс шаттл».

## Биография
Родился 17 января 1943 года в городе Уотертаун, штат Висконсин. Там же окончил в 1961 году среднюю школу. Затем получил степень бакалавра по физике и математике (1965) в Университете Висконсина в Ривер-Фолсе.

### Военная служба

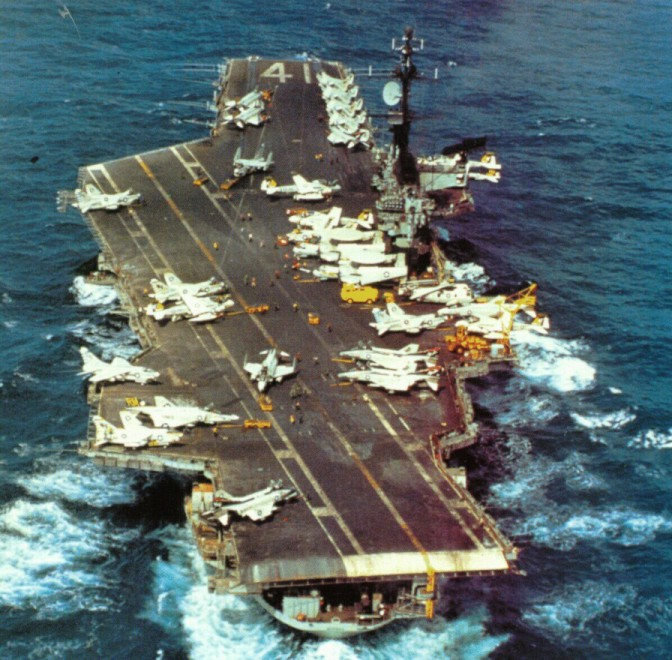
Авианосец «Мидуэй».

В 1965 году поступил на службу в Военно-морские силы США и был приписан к учебному командованию ВМС (Naval Air Training Command). Лётную подготовку проходил на авиабазе ВМС в Бивилле, Техас. В мае 1967 года стал военно-морским летчиком, после чего был направлен в 128-ю штурмовую эскадрилью (VA-128) для переподготовки на штурмовик A-6. В 1968—1970 годах служил в 196-й штурмовой эскадрильи (VA-196), летал на A-6 Intruder. Участвовал в войне во Вьетнаме. С борта авианосцев «Мидуэй» и «Рейнджер» выполнил 192 боевых вылета.
После возвращения в США служил в 5-й испытательной эскадрилье (VX-5), где проводил оперативные испытания систем вооружений и тактики применения самолётов А-6. Окончил Школу лётчиков-испытателей ВМС США (US Naval Test Pilot School) на авиабазе Пэтьюксент-Ривер в Мэриленде, после чего служил в Лётно-испытательном центре авиации ВМС (Naval Air Test Center), испытывая различные самолеты военно-морской авиации.
С марта 1975 года по сентябрь 1977 года — в составе 145-й штурмовой эскадрильи (VA-145) нёс патрульную службу в западной части Тихого океана и в Индийском океане на борту авианосца «Рейнджер». В 1978 году был назначен лётчиком-инструктором штурмовика А-6 в 128-й штурмовой эскадрильи.
Общий налёт составляет 6 400 часов на 24 типах реактивных самолетов, выполнил около 400 посадок на палубу авианосца.
В октябре 1992 года ушёл в отставку из ВМС.

### Космическая подготовка

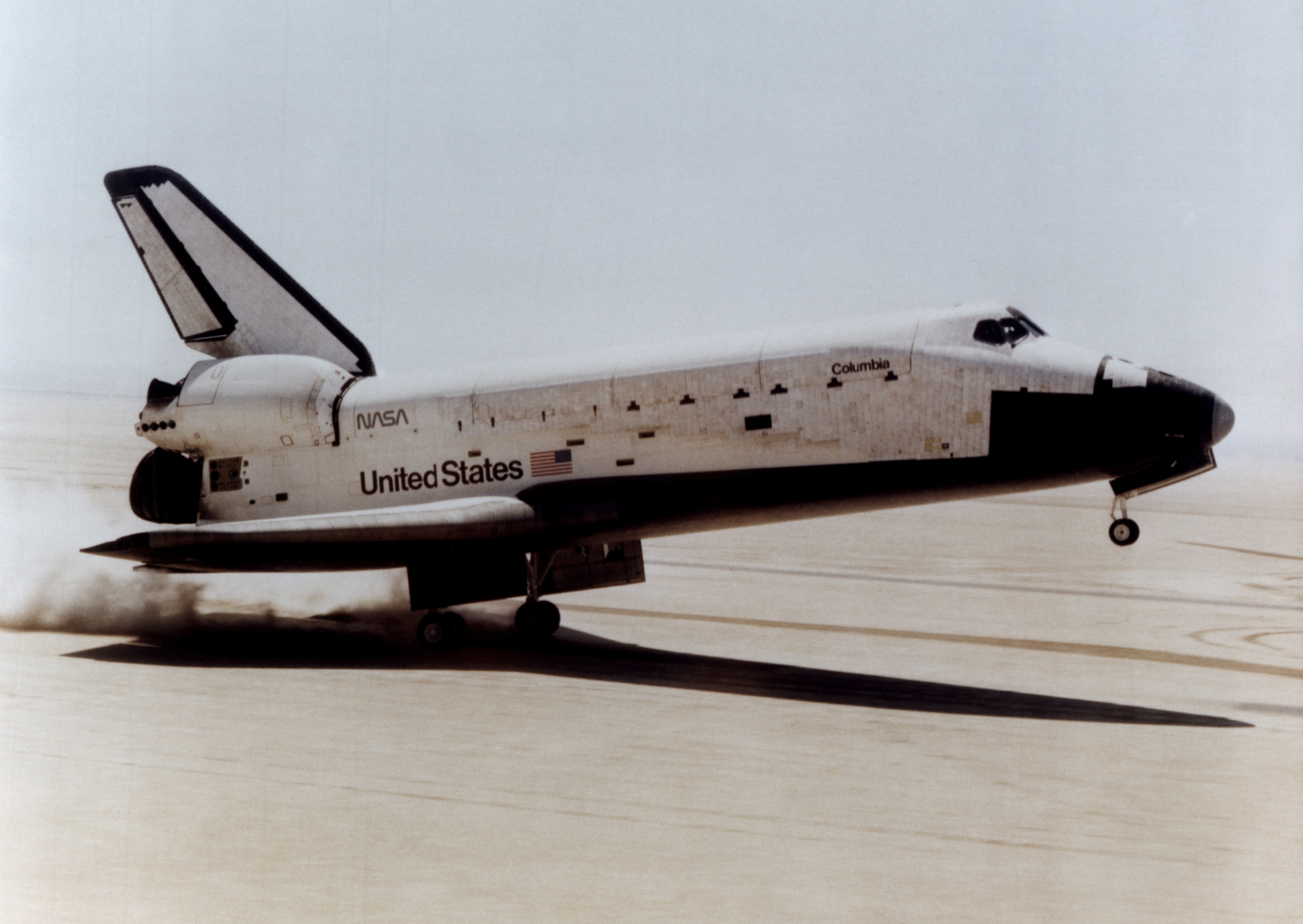
«Колумбия» приземляется.

16 января 1978 года стал кандидатом в отряд астронавтов НАСА во время 8-го набора. Прошёл курс общекосмической подготовки (ОКП) и в августе 1979 года был зачислен в Отдел астронавтов в качестве пилота шаттла. Входил в экипаж поддержки во время первых испытательных полётов шаттла «Колумбия», работал оператором связи с экипажем (CapCom) в Центре управления.

### Полёты в космос

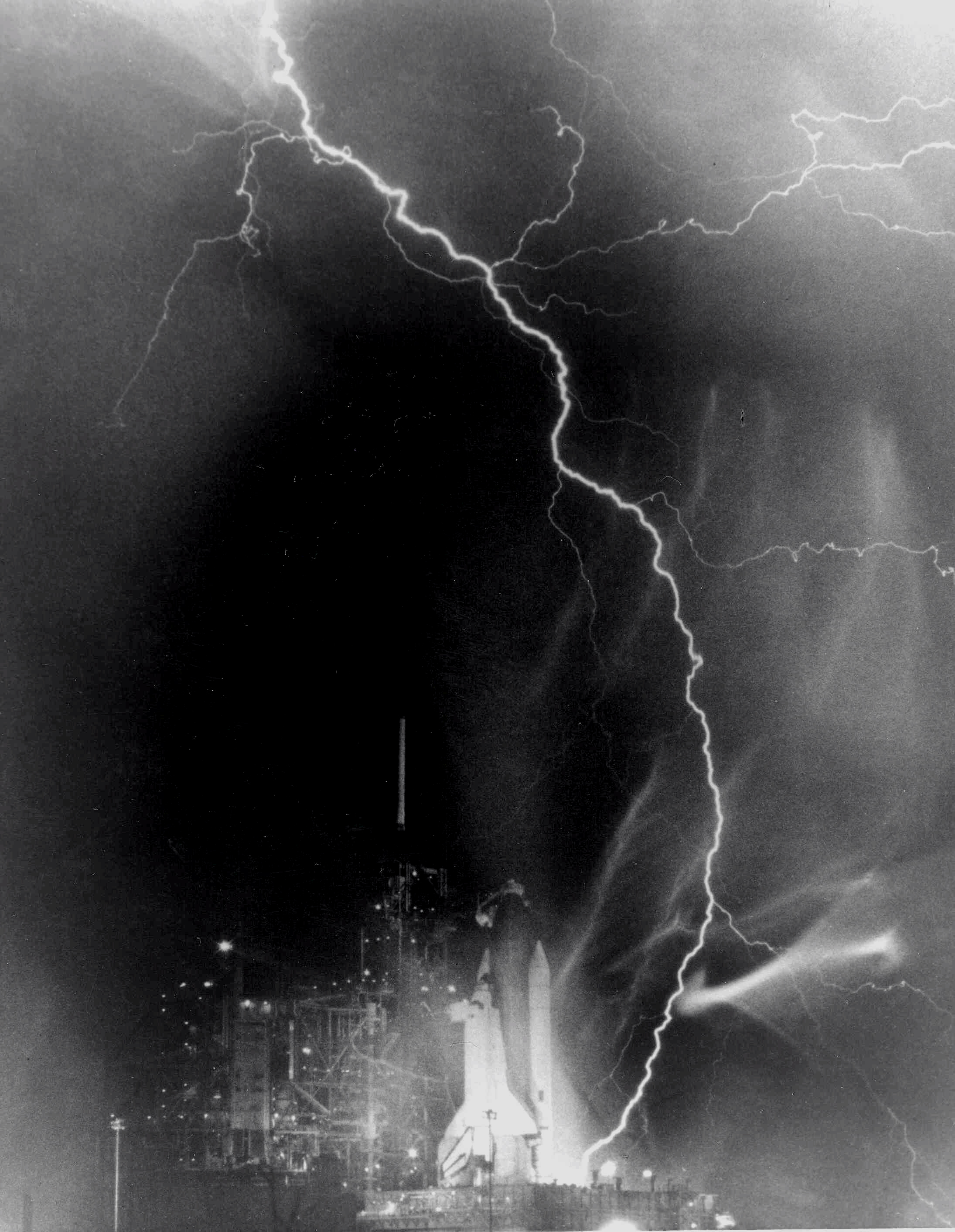
STS-8 — удар молнии за несколько часов до старта.

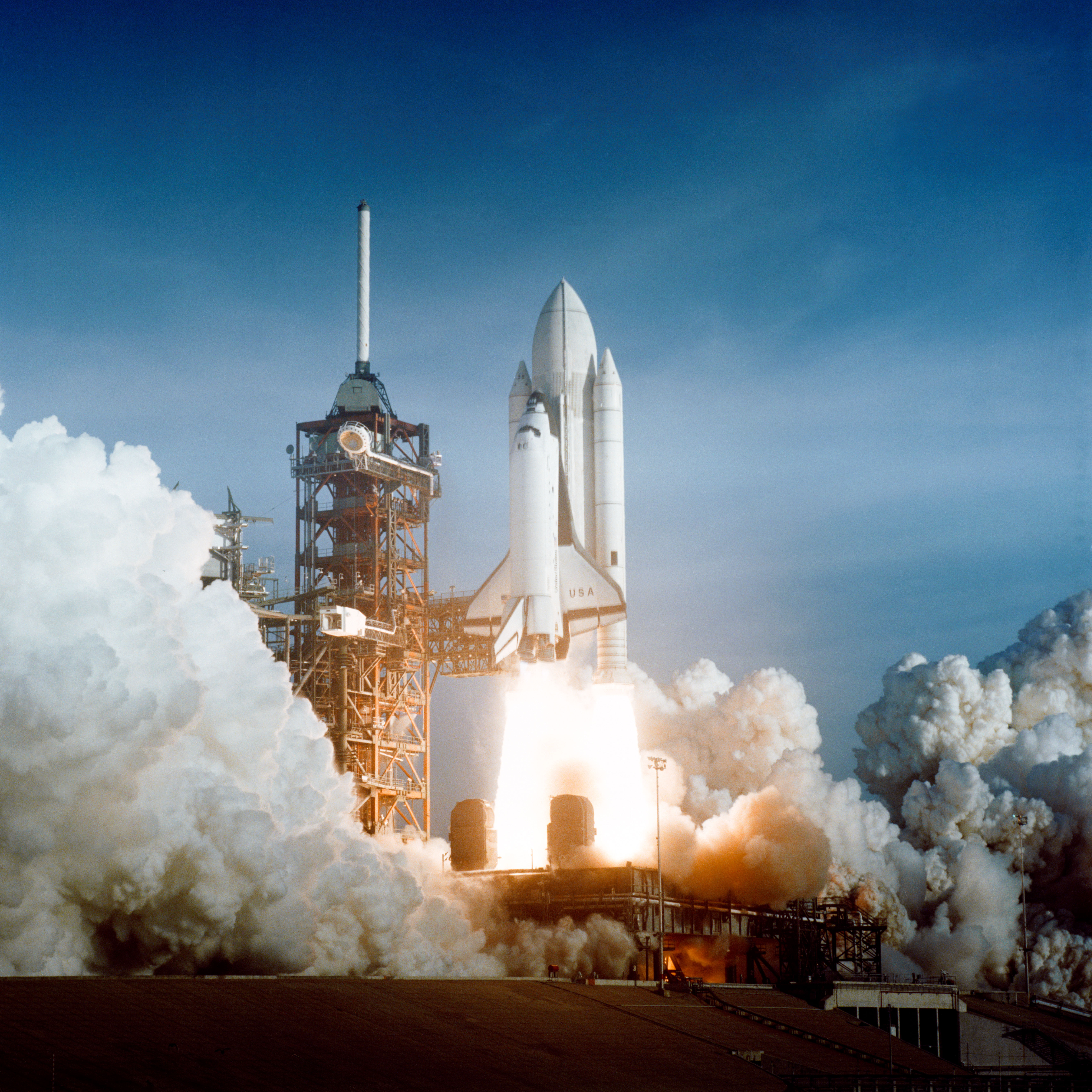
Старт Колумбии.

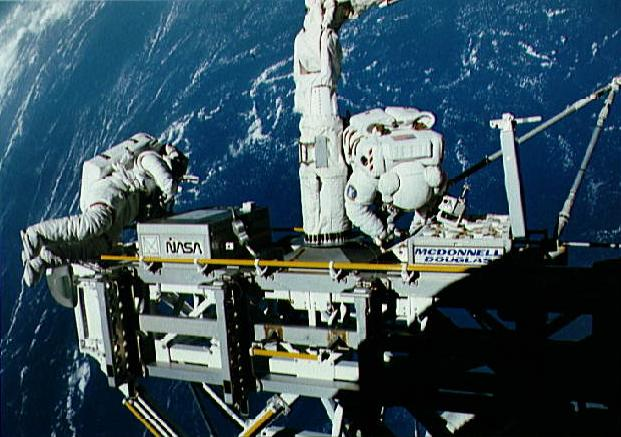
STS-49 — Торнтон и Эйкерс работают над сборкой пирамидальной фермы ASEM.

- STS-8, «Челленджер»[7] — в качестве пилота шаттла с 30 августа по 5 сентября 1983 года. Продолжительность полёта — 6 суток 1 час 9 минут 32 секунды.
- STS-51-G, «Дискавери»[8] — в качестве командира корабля с 17 по 24 июня 1985 года. Продолжительность полёта — 7 суток 1 час 39 минут 34 секунды.
- STS-32, «Колумбия»[9] — в 1989 году получил назначение в экипаж командиром корабля и начал подготовку к полёту. Полёт длился с 9 по 20 января 1990 года, его продолжительность — 10 суток 21 час 1 минута 39 секунд.
- STS-49, «Индевор» (первый полёт)[10] — был назначен командиром корабля и проходил подготовку к полёту с января 1991 года. Полёт длился с 7 по 16 мая 1992 года, его продолжительность — 8 суток 21 час 18 минут 34 секунды.

### Карьера в НАСА
С апреля 1987 года до своего ухода в отставку 1 октября 1992 года руководил Отделом астронавтов НАСА.
Является автором молитвы «Да поможет вам Бог, если вы облажаетесь!», популярной среди астронавтов. 

### Личная жизнь
- Жена — Джейн Э. Уэйд (Jane A. Wade). У них сын и дочь. Увлечения — катание на лыжах, плавание под парусом, баскетбол, софтбол, гольф и работы по дереву.

## Воинские звания
- 1978 год — лейтенант-коммандер (капитан III ранга) ВМС США.
- 1992 год — кэптэн (капитан I ранга) ВВС США (в отставке с 1992 года).

## Членство в Организациях
- Выпускники «Американского института аэронавтики и астронавтики» (American Institute of Aeronautics and Astronautics — AIAA)
- Общество летчиков-испытателей (Society of Experimental Test Pilots — SETP)
- Ассоциация исследователей космоса
- Ассоциация выпускников Военно-морского института США
- Ассоциация летчиков военно-морской авиации

## Награды и премии
- Медаль «За отличную службу» (США) с одним кластером дубовых листьев.
- Орден «Легион почёта».
- Крест лётных заслуг (США).
- Медаль «За похвальную службу» (США).
- 17 Воздушных медалей (США).
- Медаль «Военно-морского флота, морской пехоты и береговой охраны».
- Заслуженная похвала блока.
- Две Медали «За выдающуюся службу» (НАСА).
- Четыре Медали «За космический полёт».
- Медаль за службу национальной обороне (США).
- Медаль Экспедиционные Вооруженные силы.
- Медаль «За службу во Вьетнаме».
- Орден Почётного легиона.
- Крест «За храбрость» (Южный Вьетнам).
- Медаль вьетнамской кампании.
- Медаль Международной авиационной федерации.